# Đặng Minh Bích
Đặng Minh Bích (1453-1541) là quan nhà Lê sơ, sinh ra ở Bạch Đường nay là xã Ngọc Sơn, Lam Sơn và Bồi Sơn huyện Đô Lương, Nghệ An.

## Tiểu sử
Tổ tiên ông ở đất hải dương, đến đời ông nội của Đặng Minh Bích, là Đặng Phúc Quang di cư ra thôn Trung Lá, xã Bạch Đường, huyện Nam Đường, Nghệ An. Nay thuộc xã Lam Sơn, ngọc sơn huyện Đô Lương tỉnh Nghệ An.
Theo Đặng tộc đại tông phả do Đặng Tiến Thự viết, thì: Đặng Minh Bích con là con trai thứ 2 của Đặng Trọng Trân.
Đặng Minh Bích nổi tiếng thông minh, học giỏi. Ông đậu Tiến sĩ khoa Giáp Thìn niên hiệu Hồng Đức 15 (1484), làm quan đến Thượng thư Bộ Hộ.
Sau khi mất, ông được vua Thành Thái, Duy Tân và Khải Định truy phong Đoan Túc Trung đẳng thần. Hiện ba sắc phong của ông được lưu giữ tại nhà thờ họ Đặng Quang xã Ngọc Sơn, huyện Đô Lương, tỉnh Nghệ An.
Ông có chín con trai. Người con thứ hai của ông Đặng Minh Châu làm quan Tả Thị lang.

## Thơ
Thơ ca ngợi ông rằng:
Hội sơn chi anh lam thủy chi anh
Khí đất thiêng nhiều bậc tài danh
Quan thượng Đặng rành rành tay trác vật
Công đèn sách mười năm án tuyết
Chí vẫy vùng gặp hội phong vân
Vào khoa cử danh đề đệ nhất tuyển
Chánh tiến sĩ khoa giáp thìn niên
Triều lê Hồng Đức thánh quân
Bảng đề chữ xuất thân tam giáp đệ
Khi nhẹ bước tao đàn ương chế
Khi sánh ca quyền uyển danh ca
Khi làm biện lý trong tòa
Khi hộ bộ thượng thư trí sỹ
Thơ rằng:
Bắc đẩu thái sơn danh giá quý
Tam thai bút tọa điển lĩnh cao
Cân đai đủng đỉnh lúc ngồi triều
Trong tay sẵn thái bình mô lược
Đường tử mệnh danh chào hoa rước
Nức mùi nở mặt nước non nhà
Bảng vàng bia đá ngàn thu
Còn sợ sợ đài hoa phong vận
Khuôn đài các đường mây thăm thẳm
Dọi ngàn thu khoa án hồng danh
Sinh vi anh,tử vi linh
Biển ương lai tương tại thượng
Trên chín bộ phong vận phủ bái
Sắc gia phong chói rọi sắc rồng
Đậm ơn vua dáng múa văn phong
Lại thêm mừng chữ tử văn vịnh thọ
Vậy mới biết phương danh bất hủ
Dự hội sơn thiên cổ,cư thủ giang sơn
Ông còn để lại 22 bài thơ in trong "Toàn Việt thi lục" của Lê Quý Đôn.
Thành đông cư 
Quy đắc thành đông địa nhất cung,
Thị huyên bất đáo thử hồ trung.
Khả nhân thi tứ niên niên hữu,
Nguyệt hạ mai sao trúc lý phong.
Nhà ở phía đông thành
Quây khu đất nhỏ phía đông thành
Không chút phồn hoa rộn tới mình
Cảnh vật quanh năm, thơ sẵn hứng
Trăng lồng mai trắng, gió tre xanh